# Snow White: A Deadly Summer
Snow White: A Deadly Summer is een low budget horrorfilm. De film kwam rechtstreeks uit op dvd en kan ook digitaal worden gedownload.
De film is geenszins een verfilming van "Sneeuwwitje", hoewel er enkele overeenkomsten zijn. Het hoofdpersonage heet Snow. Haar stiefmoeder Eve ziet Snow liever verdwijnen en, na een gesprek met zichzelf in een spiegel, stuurt ze haar stiefdochter naar een kamp waar jeugdcriminelen worden heropgevoed. Daar komt ze terecht in een groep met zeven andere tieners, waarbij ze "de prins van haar dromen" ontmoet. Eve tracht Snow te vermoorden, maar wordt zelf gedood.

## Verhaal
De film start wanneer Snow als passagier in een auto zit die wordt bestuurd door een niet nader genoemde jongen. Omdat de jongen met zeer hoge snelheid over de baan scheert, worden ze tegengehouden door de politie. Dan blijkt dat de jongen een joyrider is, iets wat Snow niet wist.
Eve en Grant, respectievelijk de stiefmoeder en natuurlijke vader van Snow, hebben de volgende dag een gesprek. Eve is van mening dat Snow de laatste tijd al te veel in aanraking is gekomen met jeugdcriminaliteit. Daarnaast spijbelt ze en komt ze meestal overal laattijdig aan. Daarom wil ze haar naar een heropvoedingskamp sturen, dat eigenlijk bedoeld is voor jeugddelinquenten. Wanneer Eve haar plannen aan Snow bekendmaakt, is Snow er zeker van dat haar vader niet akkoord zal gaan. Eve is van mening dat Snow haar gedrag het tegenovergestelde effect zal bereiken. De band tussen Eve en Grant zal sterker worden en uiteindelijk zal Grant het voor Eve opnemen.
Vervolgens gaat Eve met zichzelf, in een spiegel, een gesprek aan waaruit de ware toedracht blijkt: Eve wil haar man volledig voor zichzelf en daarom moet Snow verdwijnen.
Enige tijd later heeft Snow een nachtmerrie: ze bevindt zich in een bos waar een mysterieuze persoon rondloopt met een kap over zijn hoofd. Ze wordt plots wakker wanneer twee duistere figuren haar uit haar bed halen en meenemen. Snow roept haar vader ter hulp, maar hij blijft rustig in zijn zetel terwijl Eve insinueert dat zij hem heeft overgehaald.
Snow wordt overgebracht naar het heropvoedingskamp. De reden voor deelname is volgens het dossier "het ouderlijk conflict syndroom": depressiviteit, geen respect voor autoriteit, omgang met jeugdcriminelen, verwend en verslaafd aan gruwelijke/bloederige computerspellen. Naast haar zijn er nog zeven andere jeugddelinquenten. Al snel krijgt ze gevoelens voor de aantrekkelijke Cole. De leiders van het kamp zijn Bob en Hunter die er eerder een strafkamp van maken met driloefeningen en een dieet op basis van bonen. Bob en Hunter waarschuwen de deelnemers om niet te vluchten of datgene te doen waarvoor ze initieel gestraft zijn. Als ze deze regels niet in acht nemen, kan het hen weleens zuur opbreken.
Stilletjes aan biechten de deelnemers op waarom ze daar zijn. Zo blijk Erica een autodievegge te zijn, Sean vermoordde huisdieren, Lauren prostitueert zichzelf en Sara is drugs- en alcoholverslaafd. Mya vertelt dat er tijdens het allereerste kamp, zo'n 30 jaar eerder, iemand werd vermoord. De moordenares is gevlucht en nooit meer gezien.
Tijdens de eerste nacht krijgt Snow een nachtmerrie over de joyride. In haar droom is Erica de bestuurster van de auto. De volgende dag is Erica spoorloos. Later verneemt de groep van Hunter en Bob dat Erica hun auto had gestolen en met volle snelheid tegen een vangrail is gereden wat haar fataal werd.
De volgende nacht krijgt Snow alweer een nachtmerrie waarin Lauren en Jason omkomen: Lauren verleidde Jason om seks met haar te hebben. Ook de volgende dag blijken zij spoorloos te zijn. Later vindt de leiding Lauren opgehangen terug. Snow en Cole gaan op zoek naar Jason. Onderweg komen ze aan een afgelegen hutje waar Snow een foto vindt van het allereerste kamp. Op de foto herkent ze haar stiefmoeder Eve. Plots verschijnt een ietwat verwarde oudere vrouw waarop Snow en Cole vluchten. Later vinden ze Jason. Hij is in een berenklem vastgeraakt welke een slagader heeft doorboord waardoor ook hij is gestorven.
De reden waarom Mya deelneemt was nogal vaag. Haar ware toedracht wordt door Hunter achterhaalt wanneer Mya stiekem een telefoongesprek maakt. Ze is een undercover-journaliste die net haar krant heeft gemeld dat ze weldra met voorpaginanieuws komt. Mya heeft een gesprek met Hunter over de wanpraktijken en feit dat de leiding nalaat de politie te informeren ondanks er drie doden zijn. Daarop verlaat ze de leidingshut met de melding dat ze gaat douchen.
Ondertussen droomt Snow hoe Mya in de douche wordt vermoord. Ze wordt wakker en realiseert dat Mya niet in haar slaapzak zit. Daarop loopt ze naar de douche, maar komt te laat. Mya is reeds dood. Snow loopt terug van de doucheblok richting haar slaapplaats, maar struikelt onderweg en valt bewusteloos neer. Ze wordt weggesleept door een duistere figuur.
Wanneer Snow ontwaakt, zit ze bij de oudere vrouw die ze eerder ontmoette. Ze stelt zich voor als Lyla. Zij was deelneemster van het eerste kamp dat destijds nog enkel ter ontspanning was. Lyla was met haar licht mentale achterstand niet erg geliefd bij de andere deelnemers. Een daarvan was Eve. Uiterlijk was Eve heel mooi en iedereen wou met haar optrekken. Lyla doorzag dat Eve innerlijk slecht was. Eve had op het kamp een vriendje, maar toen een ander meisje avances op hem maakte, vermoorde Eve haar. Eve beweerde dat Lyla de dader was en omwille van haar populariteit geloofde iedereen Eve. Daarop is Lyla gevlucht en verschuilt zich sindsdien in het woud. Nu, dertig jaar later, is de moordenares terug.
Daarop gaat Snow terug naar het kamp waar Sean wordt gearresteerd als zijnde verdachte van de moorden. Snow zegt dat Sean niet de dader is, maar meer dan waarschijnlijk haar stiefmoeder Eve. Lyla zou dit kunnen getuigen. Hunter zegt tegen de politie dat men haar niet mag geloven omwille van de medicatie. Daarnaast is Sean in bezit van Mya's ring, Laurens ketting en Jasons portefeuille.
Snow vertelt ook aan Sara haar verhaal. Sara drinkt daarop van een flacon sterke drank die ze had binnengesmokkeld en valt enkele seconden later dood neer. Blijkbaar zat er vergif in de flacon. Daarop rent Snow naar de leidingshut waar ze nu ook een vermoorde Hunter vindt. Eenmaal buiten loopt ze tegen Cole. Vanuit het struikgewas horen ze geritsel. Cole gaat op onderzoek. Plots grijpt iemand Snow en bedwelmt haar met chloroform. Even later verschijnt Eve die een rotsblok op het hoofd van Cole gooit.
Snow ontwaakt aan het hutje van Lyla waar ze wordt vastgehouden door Eve. Eve wil Snow vermoorden, maar Lyla duikt plots op. Er ontstaat een gevecht tussen Eve en Lyla waarin Lyla wordt neergestoken met een scherp mes. Ondertussen kan Snow ontsnappen, maar Eve achtervolgt haar. Snow komt echter vast te zitten aan een afgrond. Plots duikt Cole op en duwt Eve in de afgrond. Cole omhelst Snow. Eve blijkt net over de rand te zitten, kruipt terug en neemt de voet van Snow vast om haar in de afgrond te trekken.
Daarop ontwaakt Snow in een bed waar haar vader naast haar zit. Blijkbaar zit ze in een psychiatrische instelling. Op de dag dat Eve haar naar het kamp dreigde te sturen, nam Snow een overdosis medicijnen. Daardoor is ze in een soort coma belandt. Hieruit blijkt dat alles wat sindsdien gebeurde, een droom van Snow was. Grant vertelt dat Eve ondertussen zelfmoord pleegde door van een gebouw te springen nadat hij haar vertelde dat hij Snow nooit zal opgeven. Plots stapt Cole de kamer binnen. Hij blijkt ook een patiënt te zijn en bezocht Snow dagelijks. Grant vertrouwt Snow toe dat Cole mogelijk verliefd op haar is. Cole neemt Snow mee naar buiten. Daar ontmoeten ze Lyla. Zij heeft schuldgevoelens over een moord die ze nooit pleegde, maar waarvan ze onterecht denkt dat iedereen haar aanziet als dader. Ook de andere leden uit haar droom zijn patiënten in de instelling. Cole gaat de nieuwe verpleegster halen: zij lijkt als twee druppels water op Eve.

## Personages
| Acteur               | Personage    |
| -------------------- | ------------ |
| Shanley Caswell      | Snow         |
| Maureen McCormick    | Eve          |
| Eric Roberts         | Grant        |
| R.J Cantu            | Bob          |
| Tim Abell            | Hunter       |
| Chase Bennett        | Cole         |
| Chelsea Rae Bernier  | Lauren       |
| Camille Cregan       | Mya          |
| Eileen Dietz         | Lyla         |
| Aaron Jaeger         | Sean         |
| Jason-Shane Scott    | Mark         |
| Kelsey Weber         | Sara         |
| Hunter Ansley Wryn   | Erica        |
| Carolyn Purdy-Gordon | Dr.Beckerman |
| Patrick Lewey        | Jason        |